# Techier Village
Techier Village es una villa de Trinidad y Tobago, que forma parte del borough de Punta Fortín.

## Geografía
La villa abarca parte de la isla Trinidad y limita al norte con  Punta Fortín y Gonzales, al sur con Egypt Village, al este con Gonzales  y New Village y al oeste con Punta Fortín y Egypt Village.

## Demografía
Datos demográficos de la villa de Techier Village:
| Gráfica de evolución demográfica de Techier Village entre 2000 y 2011 |
|                                                                       |